# Herriko taberna

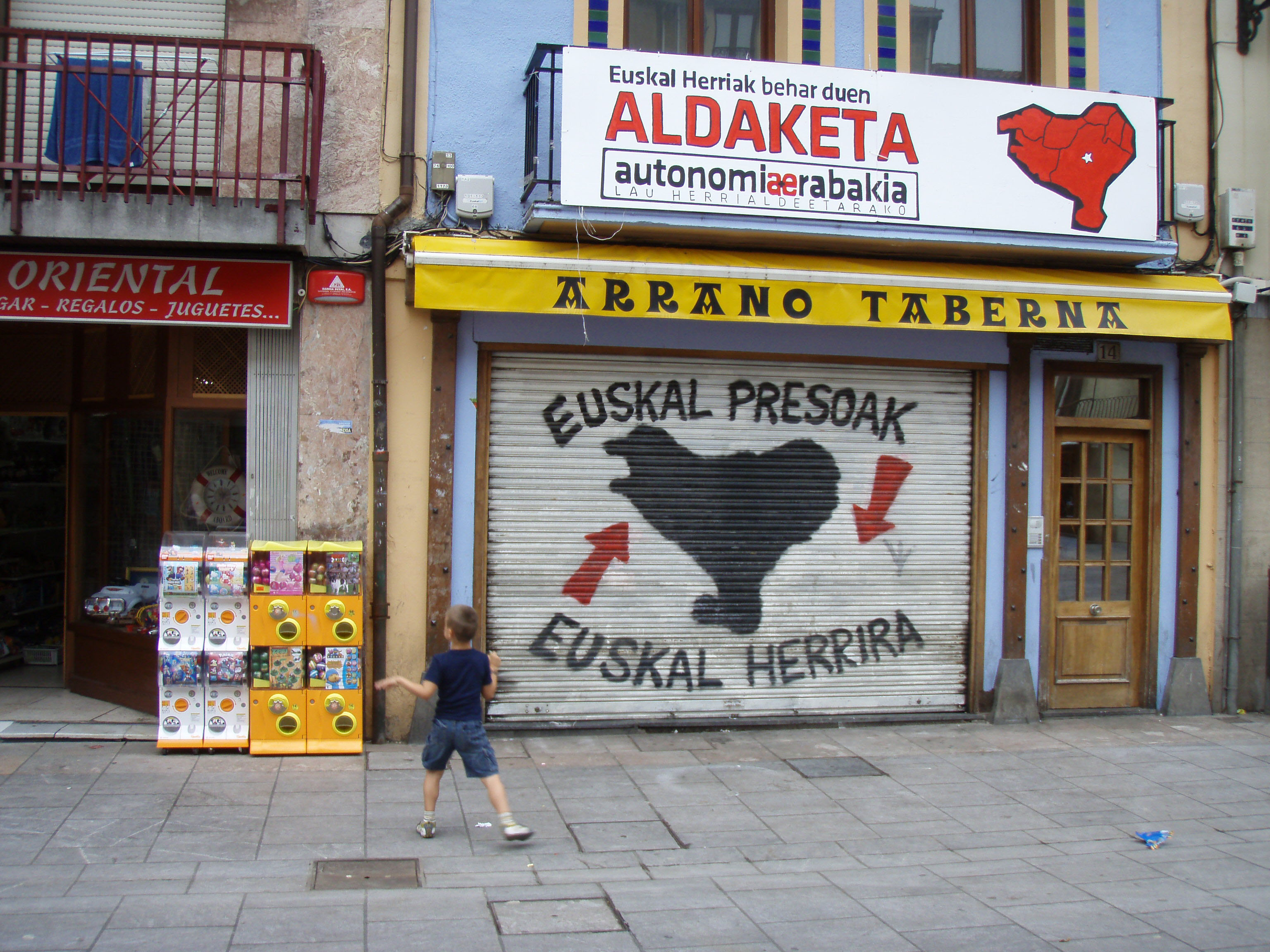
Exterior de una herriko taberna en Zarauz (Guipúzcoa). La persiana contiene un mensaje reivindicativo a favor del acercamiento de presos vascos a Euskal Herria.

Una herriko taberna (del euskera, «taberna del pueblo») es un bar frecuentado por afiliados y simpatizantes de la izquierda abertzale. En 2015 la justicia española ratificó la confiscación de 107 «herriko tabernas» al considerar probado que estos locales sirvieron para financiar a la organización terrorista ETA.

## Sumario 35/02
En abril de 2002 se inició el «sumario 35/02», más conocido como el de las «herriko tabernas», con la detención de 11 personas ordenada por el juez de instrucción de la Audiencia Nacional Baltasar Garzón. Posteriormente embargó 55 «herriko tabernas» para hacer frente al cobro de 24 millones de euros que Batasuna debía pagar por las pérdidas económicas ocasionadas por los actos de kale borroka hacia bienes e inmuebles habidos hasta la fecha, al entender el magistrado que los actos de violencia eran responsabilidad del partido abertzale y que estos bares servían como forma de financiación de Batasuna. Los 55 establecimientos pasaron entonces a ser controlados por la autoridad judicial. El 26 de agosto decretó la suspensión de actividades de Batasuna, partido político que el 27 de marzo de 2003 fue declarado ilegal en virtud de la Ley de Partidos.
El 23 de octubre de 2006, la sala especial del artículo 61 LOPJ del Tribunal Supremo, encargada de controlar el proceso de ilegalización de Batasuna, decretó un nuevo inventario de «herriko tabernas» en aras de liquidar los bienes de la formación ilegalizada, al entender que éstas formaban parte del entramado financiero del Movimiento de Liberación Nacional Vasco. Entre la Guardia Civil y la Ertzaintza inventariaron cerca de 120 establecimientos, contando con los 55 ya embargados. Estos registros fueron criticados por todos los partidos de la izquierda abertzale, desde Aralar hasta Batasuna, y en algunos casos también se produjeron protestas en forma de concentraciones o manifestaciones.
El 4 de octubre de 2007 fueron detenidas 23 personas en Segura por orden del juez Baltasar Garzón, quien en su auto judicial los imputó por pertenencia a organización terrorista en el marco del «sumario 35/02», ya que según el juez los detenidos estaban tratando de reorganizar Batasuna. Además, 17 de ellos habían formado parte de su anterior Mesa Nacional, por lo que también fueron imputados por reiteración delictiva.
El 12 de diciembre de 2007, los 16 magistrados que componen la sala especial del art. 61 LOPJ decretaron improcedente la clausura y embargo de las «herriko tabernas», ya que no se podía probar jurídicamente que perteneciesen a Batasuna al ser sus titulares personas particulares.

## Juicio
En julio de 2008, con su petición de apertura de juicio oral, el Ministerio Público dio por finalizada la instrucción de la Fiscalía de la Audiencia Nacional y en septiembre de ese mismo año se concluyó el sumario, quedando pendiente de calificar. Finalmente, el juicio comenzó el 17 de octubre de 2013 con 36 personas procesadas de las 43 inicialmente previstas, ya que cuatro fueron excluidas por el fiscal, Josu Urrutikoetxea estaba huido desde noviembre de 2003, Jon Idigoras murió en junio de 2005 y Jon Salaberria estaba preso en Francia desde mayo de 2008. Además, durante el juicio fueron excluidos otros dos procesados a petición de la defensa, porque los delitos por los que se les acusaba habían prescrito.
La Fiscalía sostuvo que las «herriko tabernas» estaban subordinadas a Herri Batasuna y ésta, a su vez, estaba controlada por ETA; por lo que eran empleadas para reclutar nuevos militantes, guardar temporalmente armas y explosivos, y marcar posibles objetivos. Sin embargo, decidió rebajar su petición de cárcel para todos los acusados en consideración de las «dilaciones indebidas» que se produjeron durante el procedimiento. Por su parte, la defensa pidió la libre absolución de los acusados argumentando que no se había probado su doble militancia, por lo que no habría vinculación con organización terrorista, ya que tampoco se podía considerar a Herri Batasuna como tal ni procedía declarar ilícita a esta formación pues ya había sido ilegalizada y disuelta en 2003.

## Sentencia
El 12 de marzo de 2014 el «sumario 35/02» quedó listo para sentencia. Pero no fue hasta finales de julio de ese año en que la Audiencia Nacional dictó sentencia, aceptando la petición de la Fiscalía, por dos votos a favor y uno en contra, y condenando a 20 exdirigentes de Batasuna, al considerar acreditado que financiaron a ETA a través de las «herriko tabernas». Joseba Permach, Rufi Etxeberria, Juan Cruz Aldasoro, Joseba Álvarez y Karmelo Landa fueron condenados a tres años de prisión por un delito de integración en organización terrorista, mientras que el resto fueron condenados a un año y tres meses por un delito de colaboración, si bien algunos ya habrían cumplido su pena en prisión provisional.
La sentencia, que también acordó el comiso de 111 «herriko tabernas» y absolvió por falta de pruebas a otros 14 acusados, contó con el voto particular de la magistrada Clara Bayarri, quien defendió la absolución de todos los procesados al considerar que no existían pruebas de cargo suficientes para desvirtuar su presunción de inocencia, al tiempo que criticó la criminalización que la sentencia hacía de Herri Batasuna, Euskal Herritarrok y Batasuna, porque el hecho de que ETA intentase controlar a la izquierda abertzale no implicaría que lo consiguiera, sobre todo a partir de 1990, «ni que tal proceso de fagocitación fuera aceptado» por estos partidos políticos, cuya ilegalidad es solo administrativa y nunca han sido declaradas organizaciones terroristas.
Por su parte, el Gobierno Vasco también criticó el fallo judicial ya que, a su entender, no se adecuaría «al nuevo tiempo sin violencia ni al proceso de pacificación y convivencia».
En junio de 2015 el Tribunal Supremo ratificó el comiso de 107 locales, para su subasta «en beneficio del Estado», y rebajó a un año y diez meses la pena de prisión de los cinco máximos condenados, con el atenuante de «dilaciones indebidas», por lo que ninguno de ellos se vio obligado a ingresar en prisión.